# Fritz Müller (Zwitsers zoöloog)
Friedrich "Fritz" Müller (Bazel, 8 mei 1834 – aldaar, 10 maart 1895) was een Zwitserse arts en zoöloog. Hij legde zich vooral toe op de herpetologie, de studie van reptielen en amfibieën. Hij moet niet worden verward met de Duits-Braziliaanse bioloog Fritz Müller.

## Leven
Fritz Müller werd geboren op 8 mei 1834 te Bazel. Hij studeerde eerst theologie, maar schakelde in 1852 over op medicijnen, aanvankelijk twee jaar in Bazel en vervolgens in Würzburg en Praag. In 1857 studeerde hij af als arts. Na aanvullende studies in Wenen, Berlijn en Parijs begon hij een eigen artsenpraktijk in Bazel. In 1872 gaf hij zijn praktijk op en werd hij hoofd van de stedelijke gezondheidsdienst. In 1868-1869 gaf hij lezingen over zoölogie aan de universiteit van Bazel. Vanaf 1875 werkte hij voor de Naturhistorische Sammlung Basel. Zijn onderzoeksgebied omvatte reptielen en amfibieën, kreeftachtigen en spinnen. Vanaf 1873 werd Müller geplaagd door chronische gezondheidsproblemen, waarvoor hij in de wintermaanden aan de Middellandse Zee verbleef. Hij overleed op 10 maart 1895 in Bazel.

## Werk
Müllers hoofdwerk, een inventarisatie van de reptielen en amfibieën in het Natuurhistorisch Museum van Bazel, verscheen in 1878, in de jaren erna gevolgd door zeven addenda. Het achtste en laatste deel verscheen postuum in 1901 onder redactie van Müllers collega Ehrenfried Schenkel. In dit werk worden vooral dieren beschreven die verzameld waren door Zwitsers overzee, meestal in tropische gebieden. Hiertoe behoorde ook de bekende verzameling die de Zwitserse natuuronderzoekers Paul Sarasin en Fritz Sarasin op Ceylon en Celebes bijeenbrachten. Müller beschreef veel nieuwe taxa, waaronder veel slangen. 